# نخستین جنگ پونی
نخستین جنگ پونی (انگلیسی: First Punic War) نخستین جنگ از جنگهای سه‌گانه بین کارتاژ باستان و جمهوری روم در سالهای ۲۶۴–۲۴۱ قبل از میلاد بود. نزدیک به حدود ۲۰ سال، دو قدرت برای برتری در دریای مدیترانه غربی تلاش کردند، در مرحله اول برای اعمال کنترل بر جزیره مدیترانه‌ای سیسیل و آب‌های اطراف آن و سپس نفوذ و توسعه قدرت در شمال آفریقا. در آغاز درگیری، کارتاژ قدرت برتر در منطقه امروزی تونس در مدیترانه غربی بود.
جنگ‌های پونی مجموعه جنگ‌های بین رم و کارتاژ موسوم به " جنگ کارتاژی " می‌باشد زیرا پونی، نام رومی برای (Carthaginians) بود که از (Phoenici) مشتق شده بود. پونی(فنیقی) گروهی از مردمان غربی سامی زبان بودند. مردمانی از سکنه کارتاژ در شمال آفریقا که نصب خود را متصل به گروهی از مهاجران فینیقی می‌دانستند اما تنها اصل و نسب در شمال آفریقا، بربرهای کارتاژی زبان بودند.

## مقدمه
در اواسط قرن سوم پیش از میلاد، رومی‌ها تمام شبه جزیره ایتالیا به جز گالیا سیس آلپینا (دره پو) را تسخیر کرده، در طول دورانی از صد سال قبل، امپراتوری روم تمام رقبا را که مانع تسلط بر شبه جزیره ایتالیا بودند را شکست داد. اول اتحاد کشورهای لاتین در طول جنگ لاتین به زور منحل شد. پس از آن قدرت سامنیتس در طول سه جنگ طولانی مدت گلادیاتور سامنیت شکسته شد، و شهرهای یونانی، از مگنا گراسیا پس از پورس اپیروس در نهایت جذب قدرت‌های بخش غربی ایتالیا شدند، در نتیجه جنگ پیروس، برای تسلط بر اقتدار روم در جنوب ایتالیا، نیاز به شهرهای یونان بود. کارتاژ بعنوان قدرت نیروی دریایی غالب در غرب مدیترانه مطرح بود که در اصل یک کلنی فنیقی در آفریقا و در مکان امروزی تونس واقع شده بود و بتدریج به مرکز تمدن تبدیل شد و به سراسر ساحل شمالی آفریقا و مناطق داخلی تمدن خود نیز عمیقاً نفوذ و تسط داشت. این نفوذ شامل بخش‌های دیگری چون :جزایر بالئارس، ساردینیا، جزیره کورسیکا، بخش محدودی در جنوب اسپانیا، و نیمه غربی سیسیل می‌شد. وقتی هر دو قدرت کارتاژ و روم شروع به مداخله در مسینا، شهری سیسیلی نزدیک شبه جزیره ایتالیا نمودند جنگ آغاز شد.

## آغاز جنگ
در سال ۲۲۸ قبل از میلاد مسیح، وقتی مامرتین‌ها (یک گروه از مزدوران ایتالیایی بخش کامپانیا که توسط آگاتوسل از سیراکیوس استخدام شده بودند) شهر مسینا را، که در نوک شمال شرقی سیسیل واقع شده، اشغال کردند، تمام مردان را کشته و زنانشان را به همسری گرفتند. در همان زمان، گروهی از سربازان رومی متشکل از کامپانیایی‌ها (شهروندان بدون حق رای) سرزمین رجیو را که در سراسر تنگه در سرزمین اصلی ایتالیا کشیده شده، متصرف کرده و کنترل آن را بدست گرفتند. در سال ۲۷۰ قبل از میلاد مسیح، رومی‌ها کنترل رجیو را به دست آورد و بازماندگان شورشی را به شدت مجازات نمودند. مامرتین‌ها مناطق آباد را بشدت ویران کرده و با گسترش برخوردها، حاکمان مناطق استقلال خود از سیراکیوس را بدست آوردند. هرو دوم، حاکم مستبد سیراکیوس، در نزدیکی میلا و رودخانه لونگانوس مامرتین‌ها را شکست داد. پس از شکست در رودخانه لونگانوس، مامرتین‌ها برای دریافت کمک به هر دو قدرت روم و کارتاژ متوسل شدند. بعنوان نخستین حرکت، کارتاژها با نزدیک شدن هرو، اقدامی نکردند و سپس مامرتین‌ها را متقاعد به قبول شرایط و داشتن پادگان در مسینا کردند. مامرتین‌ها ناخشنود و با چشم انداز یک پادگان کارتاٰژی در مسینا متقاعد شدند که اتحاد اخیر بین رم و کارتاژ در مقابل پیرائوس نشان دهنده روابط صمیمی بین این دو است و به همین دلیل و به امید محفوظ ماندن، تقاضای اتحاد با را روم را کردند. با این حال، رقابت بین رم و کارتاژ پس از جنگ با پیرائوس بیشتر شده بود و امکان اتحاد طولانی با هر دو قدرت به سادگی ممکن نبود.

## مقالات مشابه
جنگ های پونی
نبرد آگریجنتوم
گسترش روم در ایتالیا